# Hans August Georg Grimm
Hans August Georg Grimm (Hamburgo, 20 de outubro de 1887 – Gauting, 25 de outubro de 1958) foi um químico alemão.

## Biografia
Grimm foi inicialmente comerciante, pois sua família possuía uma rede de farmácias, e estudou então engenharia de alimentos na Universidade de Munique, onde obteve um doutorado em 1911. Após o serviço militar durante a Primeira Guerra Mundial decidiu seguir a carreira acadêmica, obtendo a habilitação em 1923 com Kasimir Fajans em Munique.
Em 1924 foi professor extraordinário de químico-física na Universidade de Würzburgo e em 1927 professor ordinário.
Insatisfeito com o rumo político do regime nazista, retirou-se em 1938 para o Lago Ammersee, dedicando-se principalmente a estudos filosóficos. Continuou atuando como conselheiro e pesquisou até 1939 análise estrutural por raios X de ligações químicas naturais.
No volume 24 do Handbuch der Physik de 1927 publicou o artigo Atombau und Chemie.
Foi membro da Academia de Ciências de Göttingen.